# Prados de Armijo

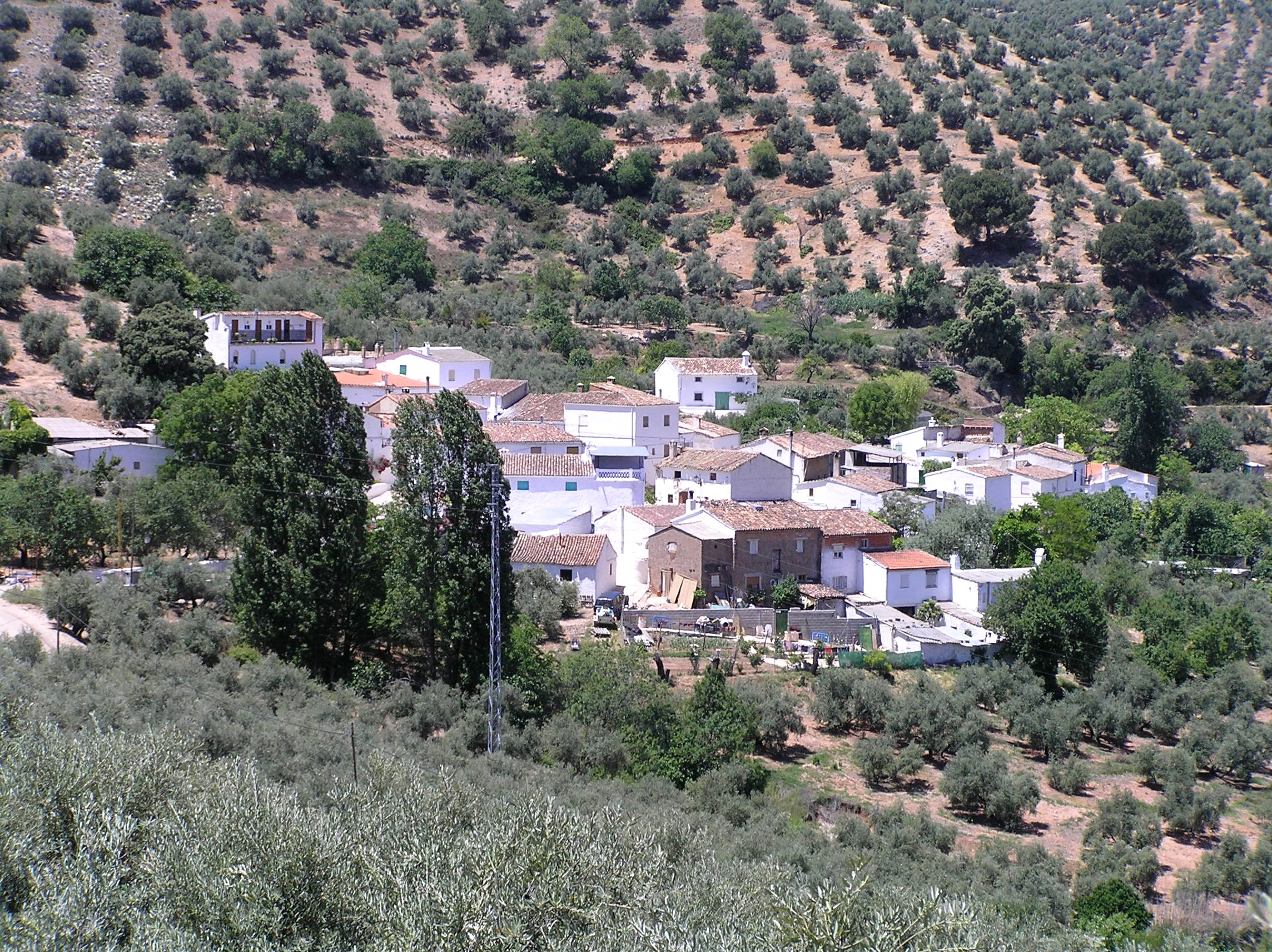
Vista de Prados de Armijo de la Umbría

Prados de Armijo es una pedanía del municipio de Beas de Segura, en la provincia de Jaén (España). Se encuentra a 13 km al norte del municipio. Debido a la emigración masiva sufrida en las década de los 1960 y 1970, su población se reduce en 2023 a unos 45 habitantes.
Se localiza en el límite de la Sierra de Segura. Sus montañas están cubiertas de olivares, que producen aceite con denominación de origen "Sierra de Segura". Hay también pinares y en los valles regadío. A las tierras de regadío, o huertos, los del lugar les llaman cañamares.
La pedanía está compuesta por dos núcleos de población: Los Prados de la Umbria y los de la Solana.

## Límites
El término municipal al que pertenece limita con los de Segura de la Sierra, Orcera, La Puerta de Segura y Puente de Génave.
Situado a 11 km de Arroyo del Ojanco, a 13 de Beas de Segura, y en sus alrededores se encuentran cortijadas antiguas como El Cerrillete, La Muelecilla, El Pollo Don Juan o El Cortijo del Cascajo. A escasos km. se encuentra también la oliva de Fuente Buena que es el olivo más grande del mundo.

## Gastronomía
La gastronomía tiene su base en los productos derivados del cerdo. La matanza tradicional ha proporcionado este tipo de productos para el sustento fundamental de las familias junto con el complemento de su modesta producción agrícola. En este sentido destacan sus sabrosas morcillas negras y blancas, hechas a partir de la sangre del cerdo, sus morcillas "güeñas", sus chorizos y el lomo de orza por citar alguno de estos productos.
Como platos típicos se conocen el ajo harina, las gachas migas, el ajo atado, los andrajos y el ajo hachero. Todas estas comidas se solían preparar para poder afrontar el duro trabajo en la recolecta de la aceituna. 
En cuanto a calidad, el aceite de esta zona de Jaén está considerado como uno de los mejores de España y del Mundo.

## Fiestas
Cuando llega el mes de mayo Prados de Armijo se viste de gala para celebrar las fiestas en honor a la Virgen Milagrosa. La fiesta se celebra el fin de semana más próximo al día 23 ya que fue cuando llegó la Virgen a Prados de Armijo allá por el año 1941. 
Las fiestas se celebran en un ambiente cordial entre todos los vecinos, pues la población se reduce a menos de 100 personas. Todos ellos se ayudan unos a otros para engalanar las calles y toda la aldea, además ese mes favorece mucho por ser el mes de las flores y todos los olivos y todas las plantas están en plena floración.
El viernes al mediodía se inaugura la fiesta, reuniéndose vecinos y forasteros en la plaza en un ambiente festivo. Por la noche se celebra una verbena con grupo musical hasta bien entrada la madrugada.
El sábado se celebra la procesión con el traslado de la Virgen desde los Prados de la Solana hasta los Prados de la Umbría. Allí la Virgen pasará la noche en casa de un vecino. Entonces en la "Umbría" se celebra la verbena para acompañar a la virgen en su estancia. El domingo se vuelve a trasladar en un ambiente de fiesta la Virgen Milagrosa desde la "Umbría" hasta la "Solana" ya que allí se encuentra su ermita. Cuando llega se celebra un pasacalle por la aldea y una santa misa en honor a nuestra Virgen Milagrosa.